# 巴德明顿庄园

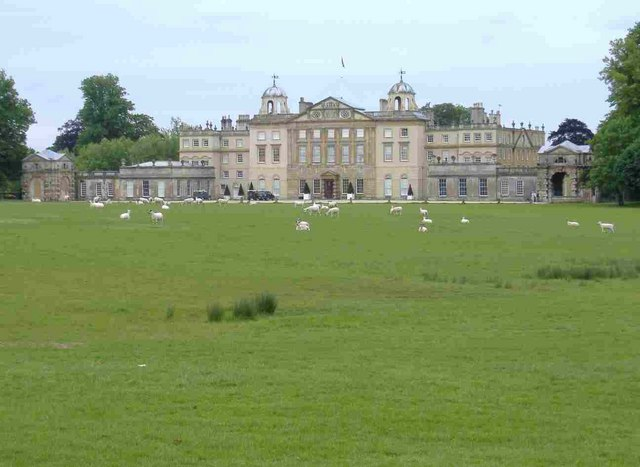
2007年的巴德明頓莊園

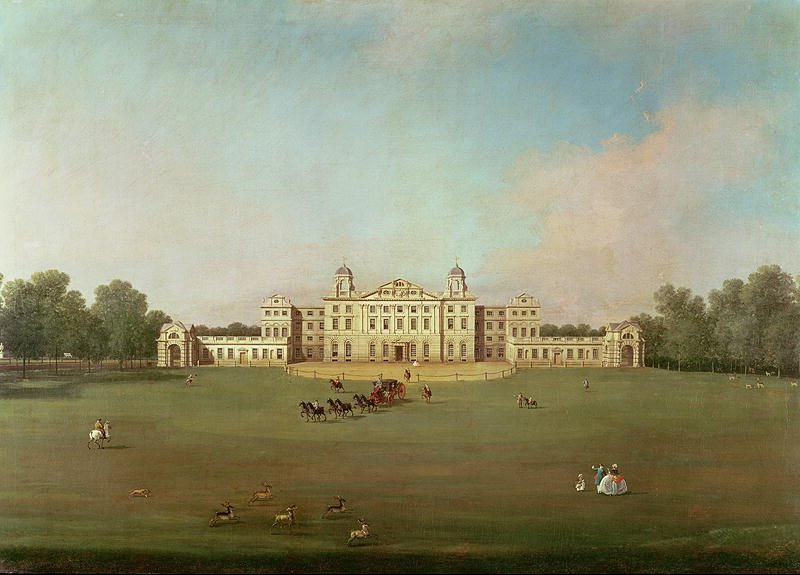
18世紀的巴德明頓莊園

巴德明頓莊園或伯明顿庄园（Badminton House）是一處位於英格蘭格洛斯特郡巴德明顿的英國鄉村別墅及登錄建築。由於17世紀爆發的英國內戰摧毀了博福特公爵家族原本的居住地拉格蘭城堡，家族因此遷徙到巴德明頓莊園居住至今。羽毛球運動的英文即是源自巴德明頓莊園。

## 歷史與簡介

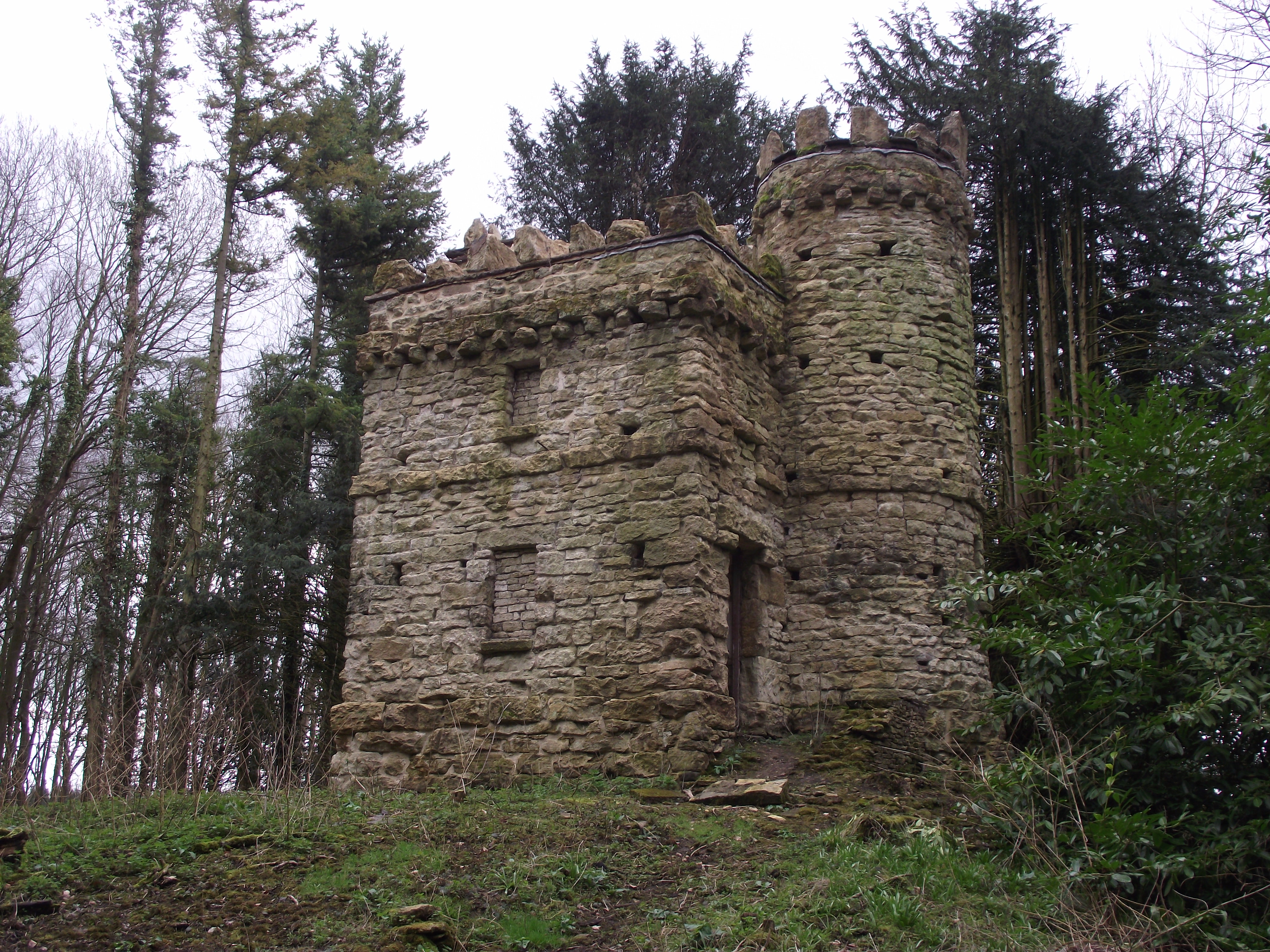
破舊城堡（Ragged Castle）

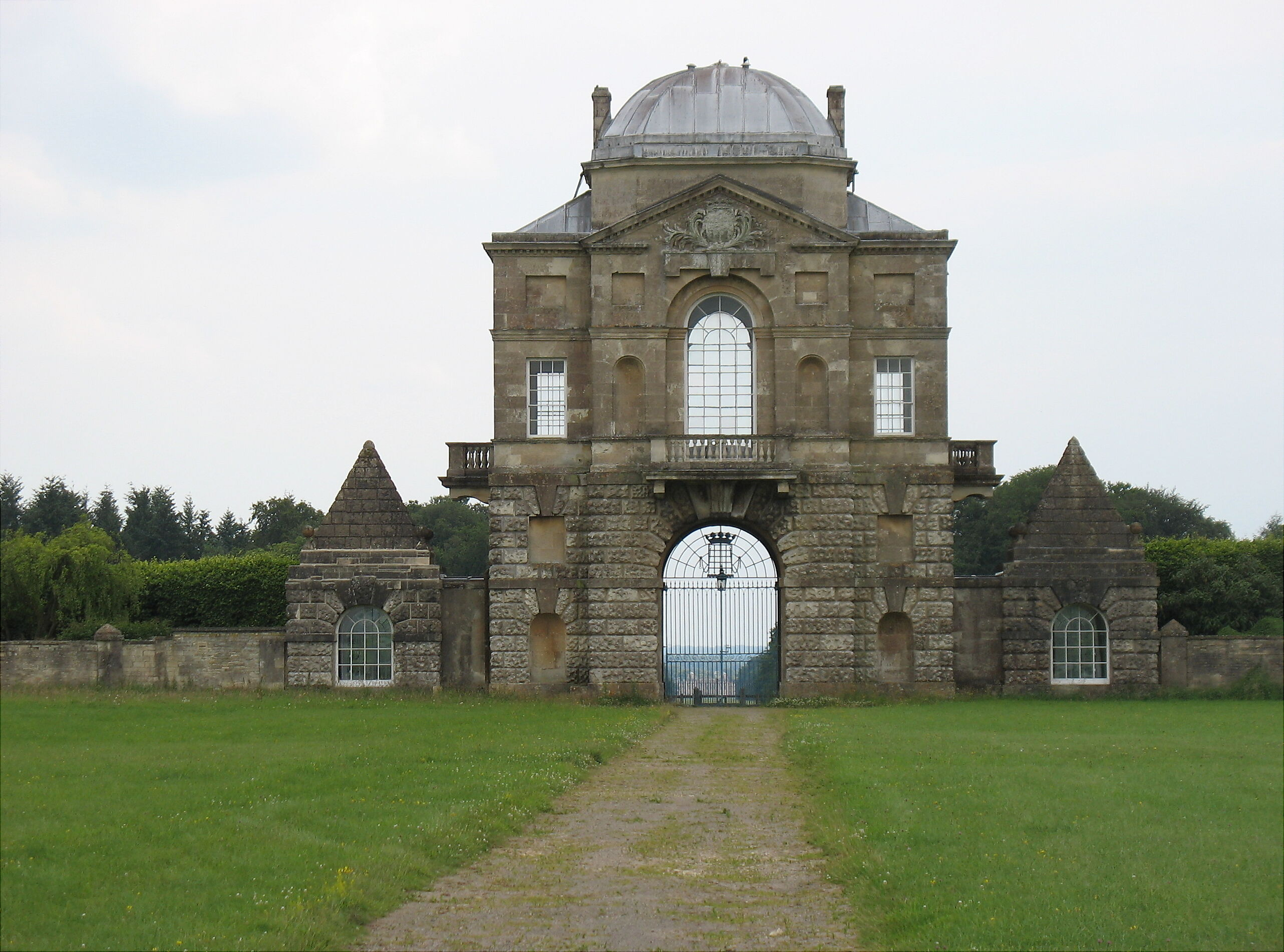
伍斯特門（Worcester Lodge）

巴德明頓的歷史最早可追溯至1086年成書的《末日審判書》，當時所記載的名稱為。1275年，博特勒家族進駐於此，其時當地被稱作。17世紀初，博特勒家族陷入財務困難，因而在1612年將這座當時名為「大小巴德明頓」（Great and Little Badminton）的莊園賣給伍斯特伯爵。
伍斯特伯爵剛買下的巴德明頓莊園時，莊園是一幢不規則的大型庭院建築。伍斯特伯爵將莊園分配給他最小的兒子湯瑪士·薩默塞特，湯姆斯在1620年代末期主持改建巴德明頓莊園，並設置了新的T型山牆。1655年，湯姆斯的女兒伊麗莎白將莊園遺留給他的姪子亨利·赫伯特勳爵，也就是後來的第一代博福特公爵。亨利·赫伯特的父親和祖父在英國內戰時都是保皇黨，薩默塞特家族的房地產因而遭英國議會查禁；他在1650年成為英國下議院議員，並結識奧立佛·克倫威爾，到1655年繼承巴德明頓莊園的時候已經取回大部分的家產。
第三代博福特公爵亨利·斯庫達默以湯瑪士·薩默塞特的改建為基礎，在庭院四周結合了更多的山牆設計，並將舊有的建築向東延伸，為傭人提供新的住處。他同時主導在建築北側使用以英國著名建築師伊尼戈·琼斯的理念為核心的設計。側邊兩個跨距的高度原本有五層樓高，1713年時調整為三層樓高。穹頂則是由另一位建築師詹姆斯·吉布斯設計。1745年，查爾斯·薩默塞特繼承兄長的爵位成為第四代博福特公爵後，建築師威廉·肯特以帕拉底歐風格著手為莊園進行翻修和擴建，但仍保留很多早期的設計。第四代公爵大力促成引入加納萊托的畫作，至今仍能於屋中見到兩幅加納萊托的巴德明頓莊園畫作:219ff。
第二次世界大戰期間，瑪麗王后大部分時間都在巴德明頓莊園度過，當時瑪麗王后的隨從幾乎佔用了整個莊園，為第十代公爵及公爵夫人帶來諸多不便。當時的公爵夫人瑪麗·薩默塞特，同時也是瑪麗王后的姪女，在後來曾被問及王后曾居住於莊園中何處時回應：「她無處不在（She lived in all of it.）」:228。
在20世紀，巴德明頓莊園主要以1949年開始舉辦的巴德明頓馬術試煉聞名於世。巴德明頓莊園同時也與獵狐活動（以獵犬進行的圍獵活動）有著深遠的關係，當地的博福特公爵圍獵與闊恩圍獵同為英國兩大知名圍獵活動。獵犬圍獵被禁止之後，改以獵槍捕獵野雞。
毗鄰巴德明頓莊園的聖麥可教堂建立於1785年，主要是為薩默塞特家族成員舉行葬禮，幾乎所有的公爵和公爵夫人都安葬於此。

### 羽毛球的起源
羽毛球運動的前身是板羽球，也就是使用木板拍打紮有羽毛的球體，並讓它避免落地的遊戲，已有近二千年的歷史。19世纪中叶，印度西部的浦那出现了现代羽毛球运动，當時是以地名「浦那（Poona）」來稱呼這種運動。駐紮當地的英國人頗為喜愛這種新運動，因而將它傳回英國本土。1873年，巴德明頓莊園舉行了一場公開表演引起許多人的注意，羽毛球遂逐漸傳播開來。後來人們便以該場表演的莊園名稱「巴德明頓（Badminton）」來稱呼這項運動，然而在華語地區該名稱並未普及，而是依球具而稱之為「羽毛球」運動。

## 莊園景點

### 破舊城堡
破舊城堡是建立於1750年代的觀賞性質城堡，英國第二級登錄建築。由於疏於維護，目前也被列為瀕危遺產。

### 伍斯特門
伍斯特門於1746年由建築師威廉·肯特設計建造，為英國一級登錄建築。

## 外部連結
- Badminton Estate